# Ugo Brusati
Pour les articles homonymes, voir Brusati.
Ugo Pio Enrico Natale Brusati (Monza, 25 juin 1847 – Rome, 4 novembre 1936) est un général italien.
Officier d'état-major, il participe à la guerre d'Abyssinie et se distingue lors de la bataille d'Adoua. Le 2 juin 1902, il occupe le poste de premier aide de camp général du roi Victor Emmanuel III, jusqu'au 23 octobre 1917, date à laquelle il est relevé par le général Luigi Cadorna.

## Biographie
Il est né à Monza le 25 juin 1847, fils aîné de Giuseppe et Teresa Aman, dans une famille animée d'un fort esprit patriotique. Déterminé à poursuivre une carrière militaire, il fréquente le Collège militaire de Florence pour entrer à l'Académie militaire de Turin le 2 juin 1864. En 1866, au moment de la troisième guerre d'indépendance italienne, il est nommé sous-lieutenant (sottotenente). Il se révèle rapidement un excellent officier d'état-major et, à partir de 1870, il fréquente l'École de guerre de Turin, dont il deviendra plus tard professeur. Du 20 décembre 1887 au 10 mars 1891, il occupe le poste d'attaché militaire à l'ambassade d'Italie à Vienne. Promu au grade de colonel (colonnello) le 23 août 1891, il prend le commandement du 71e régiment d'infanterie. Pendant son service, il a rédigé plusieurs ouvrages littéraires de nature militaire, destinés à l'usage des officiers d'état-major.
Au cours de l'année 1895, alors qu'il était chef d'état-major du XIe corps d'armée, il est affecté au corps expéditionnaire qui, sous la direction du général Oreste Baratieri, devait affronter la guerre avec l'Abyssinie. Débarqué à Massawa le 2 janvier 1896, il se voit confier le commandement du 2e régiment d'infanterie africaine, faisant partie de la 1re brigade sous le commandement du général Giuseppe Arimondi. Dès sa prise de fonction, il éprouve une impression très négative de l'environnement colonial, qui semble dominé par le carriérisme et une sous-estimation coupable des forces ennemies. Ses craintes sont confirmées lors de la bataille d'Adoua, qui a lieu le 1er mars 1896. Le régiment sous son commandement est engagé dans un combat sur un terrain inconnu et totalement défavorable, contre un ennemi supérieur en nombre, et est quasiment détruit. Il est l'un des rares officiers survivants de la bataille, échappant à la mort grâce à son énergie. Pour son comportement pendant la bataille, il est décoré de la croix de chevalier de l'ordre militaire de Savoie. De retour en Italie, le 1er mars 1897, un an exactement après la bataille, il donne à Turin une conférence intitulée "Impressioni e ricordi d'Africa" ("Impressions et souvenirs d'Afrique"), dans laquelle il évoque les causes de la défaite avec une extrême franchise. Le 29 août de la même année, il est promu au grade de général de division (maggior generale) et nommé commandant de la brigade "Friuli". L'année suivante, il occupe le poste de premier aide de camp du prince héritier, S.A.R. Victor Emmanuel de Savoie, prince de Naples. À la mort du roi Umberto Ier, il continue à servir son successeur, Victor Emmanuel III, en tant qu'aide de camp général par intérim. Le 2 juin 1902, il devient le premier aide de camp général du roi. Ce poste est extrêmement important car, à l'époque, le souverain intervient encore directement dans la vie quotidienne de l'armée et de la marine royales, notamment pour les promotions aux plus hauts grades militaires. La délicatesse de cette position était évidente, et il a toujours maintenu une réserve innée, ainsi qu'un secret strict, quant à la façon dont Sa Majesté traitait les problèmes qui, de temps à autre, lui étaient soumis. Le 17 mars 1912, il est nommé sénateur du Royaume et prête serment le 27 du même mois. Le 25 mai de la même année, il est élevé au rang de lieutenant-général (tenente generale).
L'entrée en guerre de l'Italie le 24 mai 1915 rend sa position plus importante, mais aussi extrêmement délicate, car son frère Roberto est le commandant de la 1re armée (Regio Esercito) engagée sur le front du Trentin. Le "torpillage" de son frère par le général Luigi Cadorna, commandant suprême de l'armée, le 8 mai 1916 et la campagne de presse qui s'ensuit contre lui marquent le début de ses malheurs. Au cours de la guerre, il a toujours suivi le roi lors de chaque inspection de lignes ou d'unités. Un autre collaborateur du roi, le lieutenant-colonel (tenente colonnello) Luciano degli Azzoni Avogadro, le décrit comme une personne intelligente, très active, cordialement attachée au roi, courtoise avec tout le monde. Le 23 octobre 1917, à la veille de l'offensive de Caporetto, le général Cadorna le fait démettre du poste qu'il occupait jusqu'alors. En fait, il attribue ce fait à l'inimitié de Cadorna pour avoir immédiatement demandé des explications sur la révocation de son frère. La raison officielle invoquée était qu'il avait atteint la limite d'âge, mais cela n'avait pas été le cas pour de nombreux autres généraux qui furent ensuite révoqués. Il s'enferma dans un silence absolu, mais entretint une correspondance dense avec son frère, ce qui témoigne de ce que cela lui coûta. Il a suivi d'abord avec dédain, puis avec mélancolie, les événements qui ont suivi en Italie pendant la Première Guerre mondiale. Il s'est toujours battu pour la réhabilitation complète de son frère, qui a eu lieu en 1919. Avec l'avènement du fascisme, il est promu général d'armée (generale d'armata) dans un poste auxiliaire en 1925, pour être immédiatement mis à la retraite pour ancienneté. Il convient de mentionner que, pendant la guerre, son épouse, la comtesse Bice Pedotti, a été soupçonnée par le Bureau confidentiel du ministère de l'Intérieur d'espionnage en faveur de l'ennemi avant et après la déclaration de guerre, sans que la moindre preuve n'apparaisse jamais à l'appui.
Au cours de son activité de sénateur, il occupe deux fois la fonction de questeur, est membre de la Commission d'examen du projet de loi "Contraventions pour port d'armes", membre de la Commission de comptabilité interne et président de la Commission de comptabilité interne. 

Le 30 décembre 1933, il est nommé ministre d'État. Il est mort à Rome le 4 novembre 1936.

### Promotions militaires
- Sous-lieutenant (sottotenente): 20 mai 1866
- Lieutenant (tenente): 10 octobre 1869
- Capitaine (capitano): 6 mai 1875
- Major (maggiore):10 décembre 1882
- Lieutenant-colonel (tenente colonnello): 7 octobre 1887
- Colonel (colonnello): 23 août  1891
- Général de division (maggiore generale): 29 août 1897
- Général de corps d'armée (tenente generale): 24 mai 1902
- Général d'armée (generale d'armata): 1925

### Fonctions et titres
- Attaché militaire à l'ambassade d'Italie à Vienne (20 décembre 1887-10 mars 1893)
- Professeur à l'école de guerre (20 mai 1878)
- Adjudant général de Sa Majesté le Roi (30 juillet 1900)
- Premier adjudant général de Sa Majesté le Roi (2 juin 1902)
- Ministre d'État (30 décembre 1933)
- Membre de la Société italienne de géographie (1906)

### Commissions sénatoriales
- Questeur (10 décembre 1926-21 janvier 1929) (30 avril 1929-19 janvier 1934)
- Membre de la Commission d'examen du projet de loi "Contraventions pour port d'armes" (25 septembre 1920).
- Membre de la Commission interne de comptabilité (30 mars-28 mai 1935)
- Président de la Commission de comptabilité interne (28 mai 1935-4 novembre 1936)

## Distinctions honorifiques
- Chevalier de l'Ordre militaire de Savoie - 11 mars 1898
 - Chevalier de l'Ordre de la Couronne d'Italie - 31 décembre 1884
 - Officier de l'Ordre de la Couronne d'Italie - 28 décembre 1893
 - Commandeur de l'Ordre de la Couronne d'Italie - 8 juin 1897
 - Grand officier de l'Ordre de la Couronne d'Italie - 22 mars 1900
 - Chevalier de Grand-croix de l'Ordre de la Couronne d'Italie - 14 juin 1903
 - Chevalier de l'Ordre des Saints-Maurice-et-Lazare - 13 janvier 1889
 - Officier de l'Ordre des Saints-Maurice-et-Lazare - 20 janvier 1898
 - Commandeur de l'Ordre des Saints-Maurice-et-Lazare - 5 janvier 1899
 - Grand officier de l'Ordre des Saints-Maurice-et-Lazare - 8 juin 1902
 - Chevalier de Grand-croix décoré du Grand Cordon de l'Ordre des Saints-Maurice-et-Lazare - 18 juin 1908
 - Croix d'or pour ancienneté de service
 - Médaille du mérite mauricienne pour une carrière militaire de 10 ans
 - Médaille commémorative des campagnes d'Afrique

## Source
- (it) Cet article est partiellement ou en totalité issu de l’article de Wikipédia en italien intitulé « Ugo Brusati » (voir la liste des auteurs).